# Official Secrets Act (Reino Unido)

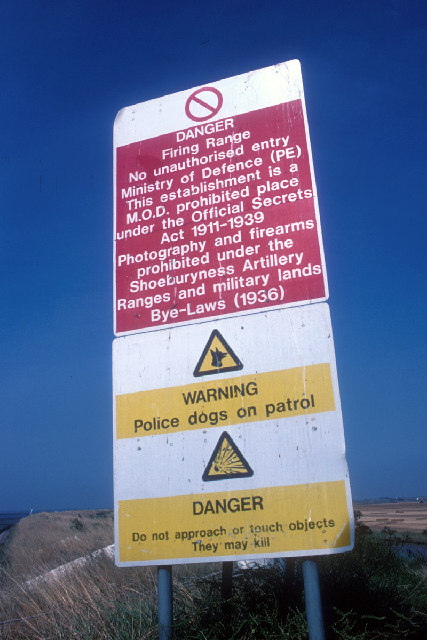
Un cartel citando a las Official Secrets Acts de 1911 a 1939 en un campo de tiro militar en Essex, Inglaterra.

La Official Secrets Act (Ley de Secretos Oficiales) del Reino Unido hace referencia a cada una de una serie de leyes que cubren la protección de los secretos de estado, información sensible y otros datos oficiales, sobre todo en cuanto a temas que afectan a la seguridad nacional. Es considerada una de las leyes más controvertidas del país.
Todo ciudadano «que haya sido miembro de las fuerzas de seguridad y de inteligencia británicas» o «que haya sido notificado por escrito de las provisiones de esta ley» está sujeto a lo previsto en la ley vigente. Principalmente, se refiere tanto a los funcionarios de ministerios y a los empleados de los servicios de inteligencia británicos como el Security Service (MI5), la agencia de seguridad nacional; el Secret Intelligence Service (MI6), la agencia de inteligencia exterior, y el centro de comunicaciones, el GCHQ, como a los periodistas que revelan datos facilitados por estas personas.

## Historia
Hasta la fecha ha habido cinco leyes:
- Official Secrets Act de 1889: Hacía referenca a dos delitos: en su Sección 1.ª, el espionaje y la revelación ilícita de información, y en la Sección 2.ª, el abuso de confianza;[4]
- Official Secrets Act de 1911:
- Official Secrets Act de 1920:
- Official Secrets Act de 1939:
- Official Secrets Act de 1989: La nueva ley está diseñada para evitar la absolución de los inculpados, alegando la revelación de «información de interés público» en casos como los de Clive Ponting y Cathy Massiter, ambos de 1985 (ver abajo).[3][5]

Se citan a menudo a las Official Secrets Acts vigentes en conjunto. Así:
- The Official Secrets Acts 1911-1920 hace referencia a la Official Secrets Act de 1911 y la de 1920;
- The Official Secrets Acts 1911-1939 hace referencia a las dos anteriores, junto con la Official Secrets Act de 1939;
- The Official Secrets Acts 1911-1989 hace referencia a las Official Secrets Acts 1911 to 1939 junto con la Official Secrets Act de 1989.[6]

## Legislación paralela
- Naval Discipline Act de 1957: Además de las Official Secrets Acts, la Naval Discipline Act de 1957 prevé la cadena perpetua por delitos relacionados con el espionaje en buques de la Royal Navy o en sus bases navales.[7] Aunque la pena de muerte fue abolida en Gran Bretaña en 1969 (y en 1973, en Irlanda del Norte),[8] esta ley mantenía esta pena hasta 1981.

- Security Service Act 1989
- Intelligence Services Act 1994
- Public Interest Disclosure Act 1998
- Human Rights Act 1998
- Regulation of Investigatory Powers Act 2000
- Freedom of Information Act 2000

## Casos afectados por la ley
- 1978: El ABC Trial - el juicio contra el periodista Duncan Campell, otro periodista y una fuente militar.[9]
- 1983: Caso de Sarah Tisdall - la funcionaria del Ministerio de Asuntos Exteriores británico filtró al The Guardian los detalles de la llegada de misíles de crucero estadounidenses al Reino Unido. Fue puesta en libertad tras cumplir tres de los seis meses de prisión a los que fue condenada.[10][11]
- 1985: Caso de Clive Ponting - el alto cargo del Ministerio de Defensa británica fue absuelto de filtrar un documento del ministerio referente al hundimiento del buque argentino, el General Belgrano, que causó la muerte de 360 personas. Dicho documento demostraba que el buque estaba fuera de la zona de exclusión, dato que contradecía la versión oficial del gobierno británico.[12][13][6]
- 1985: Caso de Cathy Massiter - la exagente de MI5 informó a la cadena de televisión Channel 4 que el servicio de inteligencia nacional había estado realizando escuchas ilegales a políticos, defensores de los derechos humanos y a grupos de presión como la Campaign for Nuclear Disarmament;
- 1986: Caso Spycatcher - las memorias del exdirector adjunto del MI5, Peter Wright, fueron publicadas en los Estados Unidos y en Australia;[14][6]
- 1987: Proyecto Circón - Entre otras consecuencias, fue motivo del cese del entonces director general de la BBC, Alasdair Milne.[15][16]
- 2000: Caso The Observer/The Guardian - los dos periódicos fueron imputados por la policía respecto a sendas cartas que habían recibido del exagente de MI5, David Shayler (ver abajo).[17][18]
- 2002: Caso de David Shayler - el exagente de MI5 fue imputado por haber infringido la Official Secrets Act al revelar documentos clasificados a periodistas del Mail on Sunday en 1997. Entre los secretos que reveló fueron los datos de expedientes secretos y escuchas ilegales a políticos relevantes como los futuros ministros Peter Mandelson y Jack Straw, y los detalles de un atentado fallido contra el jefe del estado de Libia, Muammar el Gaddafi.[14][19][20] Fue puesto en libertad tras cumplir menos de siete semanas de su condena a seis meses de prisión.[21]
- 2003: Caso Katharine Gun - Gun fue una traductora del GCHQ que filtró un correo electrónico al periódico The Observer.[22] El caso Gun se convirtió en un cause célèbre en los Estados Unidos, con Jesse Jackson y Sean Penn mostrando su apoyo. Su defensa fue llevada por la asociación de derechos humanos, Liberty.[23][24]
- 2005: Caso Daily Mirror/Al Yazira -[25]
- 2007: Caso Derek Pasquill:[26]
- 2011: Caso The Guardian - Basándose en la Official Secrets Act, Scotland Yard presionó al periódico a revelar las fuentes de una investigación periodística.[27][28][29][30]